# HD 198853
HD 198853，又名CD-2816975，SAO 189815、HR 7997，是一颗恒星，视星等为6.41，位于銀經17.39，銀緯-37.93，其B1900.0坐标为赤經20h 48m 6.8s，赤緯-28° -37.93′ 11″。